# دورنير 328
دورنير 328 (بالإنجليزية: Dornier 328)‏ هي طائرة بمحركين أنتجت في 1991. من صناعة دورنير للطائرات. كان أول طيران لها في 6 ديسمبر 1991. دخلت الخدمة في 1993، صنع منها 217 طائرة.